# Шарон (Джорджія)
Шарон (англ. Sharon) — місто (англ. city) в США, в окрузі Таліяферро штату Джорджія. Населення — 104 особи (2020).

## Географія
Шарон розташований за координатами 33°33′46″ пн. ш. 82°47′44″ зх. д. / 33.56278° пн. ш. 82.79556° зх. д. (33.562681, -82.795436).  За даними Бюро перепису населення США в 2010 році місто мало площу 2,03 км², з яких 2,02 км² — суходіл та 0,01 км² — водойми.

## Демографія
Згідно з переписом 2010 року, у місті мешкало 140 осіб у 58 домогосподарствах у складі 38 родин. Густота населення становила 69 осіб/км².  Було 73 помешкання (36/км²).
Расовий склад населення:
| - 53,6 % — чорних або афроамериканців - 42,1 % — білих |

До двох чи більше рас належало 4,3 %. Частка іспаномовних становила 4,3 % від усіх жителів.
За віковим діапазоном населення розподілялося таким чином: 16,4 % — особи молодші 18 років, 62,9 % — особи у віці 18—64 років, 20,7 % — особи у віці 65 років та старші. Медіана віку мешканця становила 41,5 року. На 100 осіб жіночої статі у місті припадало 115,4 чоловіків;  на 100 жінок у віці від 18 років та старших — 120,8 чоловіків також старших 18 років.
Середній дохід на одне домашнє господарство  становив 23 140 доларів США (медіана — 21 528), а середній дохід на одну сім'ю — 28 000 доларів (медіана — 21 528). Медіана доходів становила 21 667 доларів для чоловіків та 16 000 доларів для жінок. За межею бідності перебувало 29,1 % осіб, у тому числі 66,7 % дітей у віці до 18 років та 37,0 % осіб у віці 65 років та старших.
Цивільне працевлаштоване населення становило 28 осіб. Основні галузі зайнятості: виробництво — 25,0 %, сільське господарство, лісництво, риболовля — 25,0 %, освіта, охорона здоров'я та соціальна допомога — 21,4 %, науковці, спеціалісти, менеджери — 17,9 %.